# Сержанка
Сержанка — река в России на Южном Урале, протекает в Златоустовском и Миасском городских округах Челябинской области. Устье реки находится в 21 км по левому берегу реки Атлян. Длина реки составляет 12 км.

## Данные водного реестра
По данным государственного водного реестра России относится к Иртышскому бассейновому округу, водохозяйственный участок реки — Миасс от истока до Аргазинского гидроузла, речной подбассейн реки — Тобол. Речной бассейн реки — Иртыш.
Код объекта в государственном водном реестре — 14010500812111200003480.